# A Symphony of British Music
A Symphony of British Music: Music for the Closing Ceremony of the London 2012 Olympic Games é o segundo álbum oficial dos Jogos Olímpicos de Verão de 2012, que foram realizados em Londres.
Ele traz as músicas que foram tocadas na cerimônia de encerramento.

## Faixas

### CD1
| N.º | Título                                         | Artista/Banda | Duração |  |
| 1.  | "Because"                                      | Urban Voices Collective | 0:38    |  |
| 2.  | "Salut D'Amour"                                | Julian Lloyd Webber, London Symphony Orchestra & STOMP | 2:57    |  |
| 3.  | "Our House"                                    | Madness | 2:29    |  |
| 4.  | "Parklife (Excerpt)"                           | Massed Bands of the Household Division | 1:14    |  |
| 5.  | "West End Girls"                               | Pet Shop Boys | 2:13    |  |
| 6.  | "Waterloo Sunset"                              | Ray Davies, London Symphony Orchestra & Urban Voices Collective | 3:22    |  |
| 7.  | "Read All About It"                            | Emeli Sandé | 5:56    |  |
| 8.  | "Parade of the Athletes"                       | David Arnold | 4:11    |  |
| 9.  | "Open Arms"                                    | Elbow, London Symphony Orchestra & Urban Voices Collective | 4:47    |  |
| 10. | "One Day Like This"                            | Elbow, London Symphony Orchestra & Urban Voices Collective | 6:44    |  |
| 11. | "Running Up That Hill (A Deal With God Remix)" | Kate Bush | 5:32    |  |
| 12. | "Here Comes the Sun"                           | Urban Voices Collective, Pete Lockett, Students of Smt.Chandrima Misra -Radha Mehta, Prabhat Rao, Varun Verma, Toby Pitman, David Arnold, Bilwal Iyer, Eos Chater, Tania Davis, Elspeth Hanson & Gay-Yee Westerhoff | 2:36    |  |
| 13. | "Medal Ceremony"                               | David Arnold | 2:29    |  |
| 14. | "Bohemian Rhapsody (Excerpt)"                  | Queen | 0:51    |  |

### CD2
| N.º | Título                                                            | Artista/Banda                                                                               | Duração |  |
| 1.  | "Imagine"                                                         | John Lennon & Liverpool Philharmonic Youth Choir                                            | 4:25    |  |
| 2.  | "White Light"                                                     | George Michael                                                                              | 4:44    |  |
| 3.  | "Pinball Wizard"                                                  | Kaiser Chiefs                                                                               | 3:02    |  |
| 4.  | "Fashion"                                                         | David Bowie                                                                                 | 3:33    |  |
| 5.  | "Little Bird"                                                     | Annie Lennox                                                                                | 5:52    |  |
| 6.  | "Wish You Were Here"                                              | Ed Sheeran, Richard Jones, Nick Mason, Mike Rutherford, David Arnold                        | 3:31    |  |
| 7.  | "Pure Imagination"                                                | Russell Brand & London Symphony Orchestra                                                   | 0:58    |  |
| 8.  | "I Am the Walrus"                                                 | Russell Brand & Bond                                                                        | 4:13    |  |
| 9.  | "Right Here, Right Now (Excerpt)"                                 | Fatboy Slim                                                                                 | 1:28    |  |
| 10. | "The Rockafeller Skank (Excerpt)"                                 | Fatboy Slim                                                                                 | 1:45    |  |
| 11. | "Price Tag / Written in the Stars / Dynamite"                     | Jessie J, Tinie Tempah, Taio Cruz                                                           | 5:07    |  |
| 12. | "You Should Be Dancing (Feat. Jessie J, Tinie Tempah, Taio Cruz)" | Bee Gees                                                                                    | 2:02    |  |
| 13. | "Wannabe / Spice Up Your Life"                                    | Spice Girls                                                                                 | 3:34    |  |
| 14. | "Always Look On the Bright Side of Life"                          | Eric Idle                                                                                   | 4:38    |  |
| 15. | "Survival"                                                        | Muse                                                                                        | 4:17    |  |
| 16. | "Queen Medley: Day-O/Brighton Rock"                               | Queen                                                                                       | 1:48    |  |
| 17. | "We Will Rock You (Feat. Jessie J)"                               | Queen                                                                                       | 2.41    |  |
| 18. | "Olympic Anthem"                                                  | The London Welsh Male Voice Choir, The London Welsh Rugby Choir & London Symphony Orchestra | 2:48    |  |
| 19. | "Extinguishing the Flame"                                         | London Symphony Orchestra                                                                   | 0:58    |  |
| 20. | "Rule the World"                                                  | Take That                                                                                   | 4:14    |  |
| 21. | "Spirit of the Flame"                                             | David Arnold                                                                                | 4:26    |  |
| 22. | "Baba O'Riley (Edited Version)"                                   | The Who                                                                                     | 2:44    |  |
| 23. | "See Me, Feel Me (Edited Version)"                                | The Who                                                                                     | 2:38    |  |
| 24. | "My Generation (Excerpt)"                                         | The Who                                                                                     | 1:37    |  |

## Paradas Musicais
Album - Billboard (North America)
| Ano  | Parada Musical    | Posição |
| ---- | ----------------- | ------- |
| 2012 | The Billboard 200 | 148     |
| 2012 | Top Soundtracks   | 7       |